# Polionemobius modestus
Polionemobius modestus är en insektsart som beskrevs av Andrej Vasiljevitj Gorochov 1994. Polionemobius modestus ingår i släktet Polionemobius och familjen syrsor. IUCN kategoriserar arten globalt som livskraftig. Inga underarter finns listade i Catalogue of Life.